# Kpeve

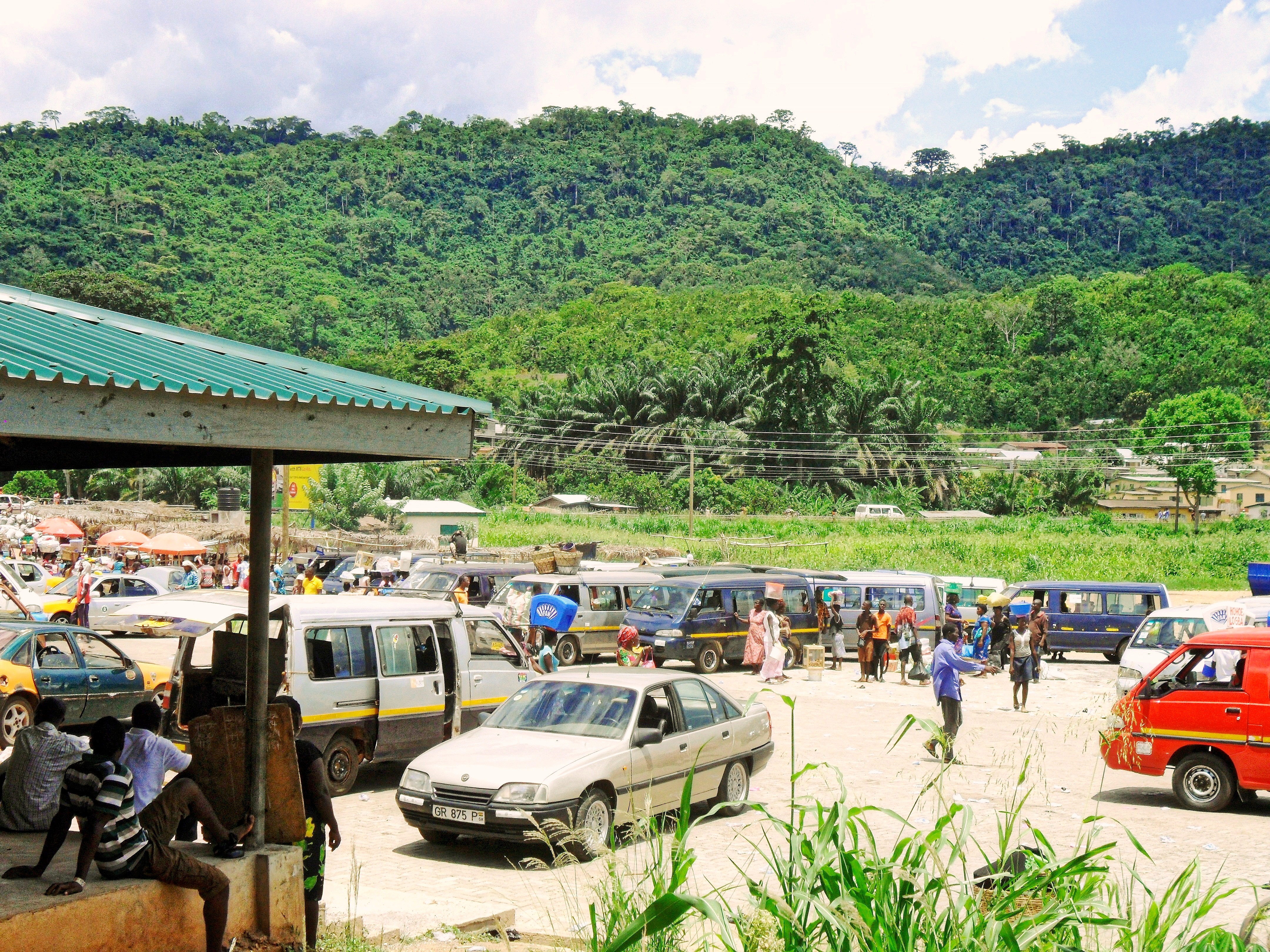
Minibusbahnhof in Kpeve (2014)

Kpeve ist der Hauptort des South Dayi Districts in der Volta Region in Ghana.

## Beschreibung
Der Ort, etwa drei Kilometer vom Volta-Stausee entfernt und zwischen 140 und 150 Meter über dem Meeresspiegel liegend, ist unterteilt in Kpeve Old Town und Kpeve New Town und von etwa 5000 Menschen, die der Ewe-Ethnie angehören, bevölkert. Als regionales Wirtschaftszentrum leben die Bewohner vor allem von Landwirtschaft, Fischerei, Handel und Gewerbe.